# Стернова рубка

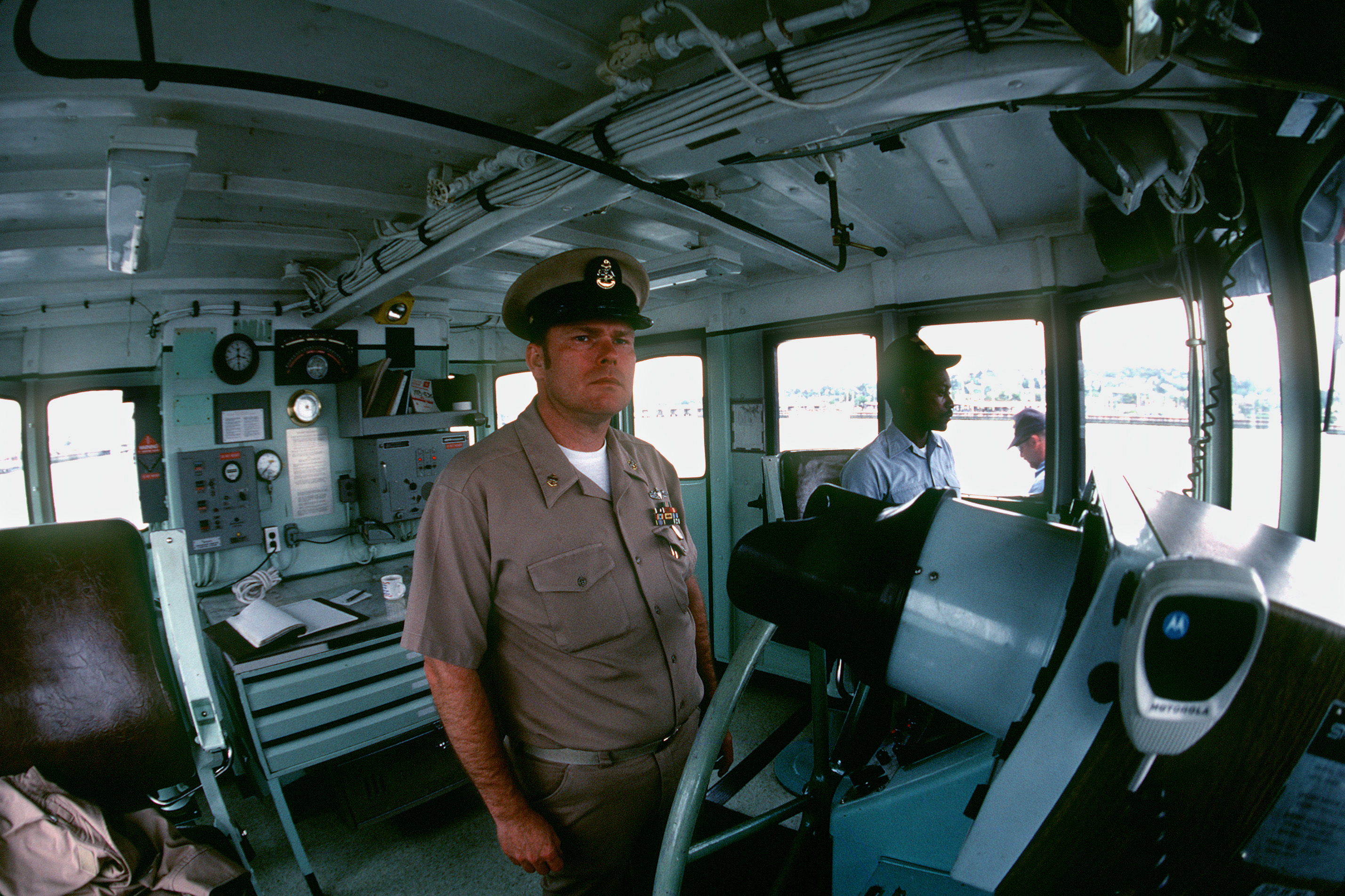
Стернова рубка портового буксира

Стернова́ ру́бка (англ. wheelhouse) — суднове приміщення, головний пост керування судном, звідки здійснюється спостереження за навколишнім оточенням судна, керування рухом і маневрами судна та його системами.

## Розташування
Для забезпечення кращого огляду стернову рубку розташовують на верхньому ярусі суднової надбудови або рубки і як мінімум з трьох сторін обладнують ілюмінаторами, частина з яких оснащуються склоочисниками. Під час ходу судна у стерновій рубці перебувають стерновий і вахтовий помічник капітана або капітан.

## Оснащення
У стерновій рубці встановлюють прилади керування судном (засоби зв'язку з машинним відділенням, такі як машинний телеграф, переговорна труба або провідний зв'язок, штурвал стернового керування, вимикачі підкермовувального пристрою тощо), прилади контролю за виконанням маневрів (тахометр, індикатори лага, аксіометри для визначення положення стернового пера, вказівник курсу тощо), прилади для визначення орієнтування судна й спостереження за навколишньою ситуацією (компас, екран радіолокатора, покажчик ехолота) та станом судна (прилад для вимірювання осадки, кренометр, індикатори пожежної сигналізації та ін.), а також засоби внутрішньосуднового та ближнього зовнішнього зв'язку (акустичного, світлового та радіо). На несамохідних суднах у стерновій рубці розташовуються пост стернового і штурвал для керування судном.
На сучасних суднах стернову рубку зазвичай об'єднують із штурманською рубкою в єдиному приміщенні (називаючи його у цьому разі ходовою рубкою) з виділенням у ньому окремої зони для роботи судноводія з картами й навігаційними посібниками як у денний, так і у нічний час.